# Побог (герб)
Побог (Побуг) (пол. Pobóg, Pobodze, Pobog, Pobożanie, Pobożanicz, Pobożany, Pobożenie, Pobożeny) — польский шляхетский герб.

## Описание герба
В поле лазоревом подкова (серебряная или натурального цвета) шипами вниз, сопровождаемая сверху золотым кавалерским крестом. Клейнот: возникающая вправо серебряная борзая собака в ошейнике (вариант: на своре). Намет: лазоревый, подбитый серебром .
В XV веке в гербе Побог было принято червленное поле (хоругвь серадзского воеводы Якуба из Конецполя в Грюнвальдской битве в 1410 г.).

Побог в средневековой версии с печати коронного канцлера Яна Конецпольского 1435 г..

## Герб используют
Польско-литовские старинные роды, известные гербовнику К. Несецкого еще в XVIII веке :
Побуг (Pobog, Pobodze, Poboze, Horwat):
Абаковские (Abakowski), Адамчевские (Adamczewski), Адамчовские (Adamczowski, Adomczowski), Андржейкевичи (Андржейковичи, Andrzejkiewicz, Andrzejkowicz, Andrzeykiewicz Gintowski), Авласевичи, Баранские (Baranski), Барбериуши (Barberius, Barberiusz, Barberyusz), Барчевские (Barczewski), Базилиские (Bazyliski), Бениславские (Benislawski), Бендзиславские (Bedzislawski), Белицкие (Bielicki, Belicki), Бельские (Bielski), Бломинские (Blominski), Бобровские (Bobrowski), Богуцкие (Bogucki), Бромерские (Bromierski, Bromirski), Бронак (Bronak), Бронаковские (Bronakowski), Бронецкие (Broniecki), Бржеские (Brzeski), Бржезгуны (Brzezhun, Sachar-Brzezhun), Бржуханские (Brzuchanski), Будревичи (Budrewicz), Буржинские (Burzynski), Бычинские (Byczynski), Былицкие (Bylicki), Цалованские (Calowanski), Цебровские (Cebrowski), Центковские (Centkowski, Cetkowski), Ходачинские (Chodaczynski), Хомичевские (Chomiczewski), Хоминские (Chominski), Хомицкие (Chomicki), Цеклинские (Cieklinski), Цеплавские (Cieplawski), Ценшковские (Cieszkowski), Чарнецкие (Czarnecki), Чарновские (Czarnowski), Ченстковские (Czenstkowski), Чейковские (Czeikowski), Черневские (Czerniowski), Чижевские (Czyzewski), Чижовские (Czyzowski), Дадзибуги (Дадзибоги, Dadzibog), Домбровские (Dabrowski), Длуголецкие (Dlugolecki), Длужевские (Dluzewski, Dluzewski na Dluzewie), Дмуховские (Dmochowski), Дмовские (Dmowski), Дошот (Doschot), Древновские (Drewnowski), Дроздовские (Drozdowski), Душевские (Duszewski), Душкевичи (Duszkewicz, Duszkiewicz), Душинские (Duszynski), Дзенгелл (Dziengell), Элерт (Эллерт, Elert, Ellert), Фалевичи (Falewiczi), Фалишевские (Faliszewski, Faliszowski), Федоровичи (Federowicz, Fedorowicz), Фисуны (Fisuni), Фяцкевичи, Филемоновичи (Filemanowicz, Filemonowicz, Filimanowicz), Филипковские (Filipkowski), Филиповичи (Filipowicz), Филипповские (Filipowski), Фричинские (Fryczynski), Гадзинские (Gadzinski), Гарликовские (Garlikowski), Гарлинские (Garlinski), Гинтовские (Gintowski), Глусковские (Gluskowski), Годинские (Godynski), Госцицкие (Goscicki), Гощинские (Goszczynski), Готковские (Gotkowski), Гурские (Gorski, Gurski), Грабовские (Grabowski), Гримовичи, Гумовские (Gumoski, Gumowski), Гвоздецкие (Gwozdecki), Хорваты (Horwat), Искржицкие (Iskrzycki), Ивановские (Iwanowski), Яхимовичи, Яковицкие (Jakowicki), Якубовичи (Jakubowicz), Яментовичи (Jamentowicz, Iamentowicz), Яниковские (Janikowski), Янковицкие (Jankowicki), Янковские (Jankowski), Яностаментовичи (Janostamentowicz), Яновские (Janowski), Янские (Janski), Янушевские (Januszewski), Янушковские (Januszkowski, Ianuszkowski), Янушовские (Januszowski), Ястржембовские (Jastrzebowski, Jastrzembowski), Яворовские (Jaworowski), Калё (Кало, Kalo, Kalon Ralo), Калуские (Kaluski), Карские (Karski), Келяновские (Kielanowski), Керсновские (Kiersnowski), Кержневские (Kierzniowski), Кержновские (Kierznowski), Кобылинские (Kobylinski), Кобыльские (Kobylski), Коценцкие (Kociecki), Коморовские (Komorowski), Конаржевские (Konarzewski), Конецпольские (Koniecpolski), Коссобудские (Kossobudzki), Костковские (Kostkowski), Котлевичи (Kotlewicz), Краснодембские (Krasnodebski, Krasnodembski), Красносельские (Krasnosielski), Кромпольц (Krompolc), Кромполе (Krompole), Кротычи (Krotycz), Крушевские (Kruszewski), Крушинские (Kruszynski), Куцицкие (Kucicki), Кутлевские (Kutlewski), Ляконы (Lakon), Лявдборы (Lawdbor), Ленартовичи (Lenartowicz, Lenartowicz z Giezgiezlowca), Ленкевичи (Lenkiewicz), Лещинские (Leszczynski), Льганноские (Lgannoski), Люборадские (Luboradzki), Ланецкие (Laniecki), Лавские (Lawski), Ленкавские (Lekawski), Мацеевские (Maciejowski), Малиновские (Malinowski), Мазуркевичи (Mazurkiewicz), Мерецкие (Merecki), Мечниковские (Miecznikowski), Медзвецкие (Miedzwiecki), Медзведские (Miedzwiedzki), Монтовты (Montowt), Монтрим Филиповичи (Montrym Filipowicz), Муховецкие (Muchowiecki), Нагурские (Nagurski), Насиловские (Nasilowski), Нестеровичи (Nesotrowicz, Nesterowicz), Непрские (Nieprski), Нерошинские (Nieroszynski), Несуловские (Niesulowski), Нововейские (Nowowiejski), Ольшевские (Olszewski), Орженцкие (Orzecki), Паговские (Понговские, Pagowski), Пакоши (Pakosz), Пакошевские (Pakoszewski), Панкевичи (Pankiewicz), Пердзинские (Perdzynski), Петельчицы (Petelczyc), Пентлинские (Petlinski), Пержхальские (Pierzchalski), Побуги (Pobog), Побожанины (Pobozanin), Поцернацкие (Pocernacki), Подгайские (Podhajski), Поляновские (Polanoski, Polanowski), Помаржанские (Pomarzanski), Поповские (Popowski), Поземковские (Poziomkowski), Прусиновские (Prusinowski), Пришмонт (Pryszmont), Пухальские (Puchalski), Радомские (Radomski), Рало (Ralo), Ратомские (Ratomski), Ремеши (Remiesz), Реминские (Remiński), Ремишевские (Remiszewski), Родкевичи (Rodkiewicz), Рацкевичи (Rackiewicz) Рокшицкие (Rokszycki), Романовичи (Romanowicz), Россоцкие (Rossocki), Ростковские (Rostkowski), Руцицкие (Rucicki), Рушковские (Ruszkowski), Рутковские (Rutkowski), Рымашевские (Rymaszewski), Рыминские (Ryminski), Рымкевичи (Rymkiewicz), Рыщевские (Ryszczewski), графы и дворяне Ржищевские (Rzyszczewski, Rzyz'czewski), Сагайдачный, Саваневские (Sawaniewski), Спигальские (Shpigalski), Скржечовские (Skrzeczowski), Слотовские (Slotowski), Спендовские (Spendowski), Сржедзинские (Srzedzinski), Стахурские (Stachorski), Станек (Stanek), Станиславские (Stanislawski), Станишевские (Staniszewski), Старчевские (Starczewski), Стржемени (Strzemien), Стржешевские (Strzeszewski), Студнярские (Studniarski), Суходольские (Suchodolski), Сукшта (Sukszta), Сулковские (Sulkowski), Сумороки (Sumorok), Сурголевские (Surgolewski, Surgolowski), Сутковские (Sutkowski), Сутоцкие (Sutocki), Сутовские (Sutowski), Симоновичи (Symonowicz), Шанковские (Szankowski), Шантыры (Szantyr), Щавенские (Szczawienski, Szczawinski), Щепковские (Szczepkowski), Щесневские (Szczesniewski), Щенсновичи (Szczesnowicz), Щуцкие (Szczucki, Sczucki), Шептыцкие (Szeptycki), Шукшта (Szukszta), Шидловские (Szydlowski), Шимонские (Szymonski), Свентковские (Swiatkowski), Свентоховские (Swietochowski), Терциковские (Терчиковские, Tercikowski, Terczykowski), Терейковские (Tereykowski), Тодтлебен (Todtleben), Толочко (Toloczko), Торейковские (Torejkowski), Тржцинские (Trzcinski), Туховские (Tuchowski, Tochowski), Уляшовские (Ulaszowski), Урецкие (Urecki), Валдовские (Waldowski), Васневские (Wasniewski), Вековичи (Wiekowicz), Вержховские (Wierzchowski), Венцковичи (Wieckowicz), Вильковские (Wilkowski), Водорадзские (Водорадские, Wodoradzcki, Wodoradzki), Волки (Wolk), Вольские (Wolski), Войчики (Woyczyk), Вызга (Wyzga), Захватовичи (Zachwatowicz), Задарка (Zadarka), Задатка (Zadatka), Зайончковские (Zajaczkowski), Запольские (Zapolski), Заржецкие (Zarzecki), Заржицкие (Zarzycki), Збышинские (Zbyszynski), Здзешинские (Zdzieszynski), Зенгонские (Zengonski), Зенгвирские (Zengwirski), Згаздзинские (Zgazdzinski), Згличинские (Zgliczynski, Zgliczynski na Zgliczynie), Зелецких (Zioleckih), Зоромские (Zoromski), Зигмунтовичи (Zygmuntowicz), Жабовские (Zabowski), Жарновские (Zarnowski), Жеранские (Zeranski), Жеромские (Zeromski), Жуки (Zuk), Журавские (Zurawski), Журовские (Zurowski), Жировские (Zyrowski).
Герб достоверно известен уже в начале XIII века. Согласно К. Несецкому гербовый клан Побог происходит от гербового клана Ястржембец или клана Заглоба. В свою очередь, от клана Побог так или иначе происходят кланы Долэнга, Прусс III, Яцына и Слеповрон.
В 1413 году актом Городельской унии герб перенесен на Литву: принят литовским боярином Рало. С XVI века к гербу приписан род литовского происхождения Запольские-Довнар (Zapolski-Downar) или Довнар-Запольские. Большинство из вышеназванных родов, принявших герб Побог с изменением, литовско-русского происхождения. Практически единственное исключение представляет французская фамилия Барбериуш, принявшая Побог с изменением с индигената в 1607  .
Данный список далеко не исчерпывающий. Многочисленные роды нового шляхетства приписались к Побогу в течение XVIII века. В том числе: Гвоздецкие (Gwozdeccy) в Галиции , Довнары (Downar)и Римашевские (Rymaszewscy) на Литве . В настоящее время фамилий носителей герба Побог насчитывается свыше 500 .
В России герб Побог был принят рядом дворянских фамилий польско-литовского происхождения, в частности, Мухановыми и Стрешневыми.
1. Известны носители герба Побог в землях Чешской короны: Малиновские з Границ (Malinovsky z Hranic) [11].

## Известные носители герба
- Якуб с Конецполя, воевода серадзский, участник Грюнвальдской битвы, ум. 1430.
- Станислав Конецпольский, великий коронный гетман c 1632, каштелян краковский c 1633, ум. 1646.
- Александр Конецпольский, хорунжий великий коронный (1641—1656), воевода сандомирский (1656—1659).
- Пётр Конашевич-Сагайдачный, гетман казаков Запорожских, ум. 1622 (с изменением, принадлежность к гербу Побог находится под вопросом).
- Данило Нечай, казацкий полковник Брацлавский, ум. 1651 (с изменением).
- Андрейкевич (Гинтовт-Андрейкевич), Ян Андрей (1609—1674), педагог, церковный деятель.
- Роман Дмовский, польский политический деятель и публицист, ум. 1939.
- Митрофан Викторович Довнар-Запольский (Запольский-Довнар), белорусский историк, ум. 1934